# Route nationale 4 (Afrique du Sud)
Pour les articles homonymes, voir N4 et Route nationale 4.
La N4 est une des Routes nationales d'Afrique du Sud qui forme la section sud-africaine de la route Walvis Bay (en Namibie) - Maputo (au Mozambique). Depuis la complétion de la Trans Kgalagadi Highway via le Botswana, la route est maintenant une autoroute au standard international.
La section sud-africaine relie à l'ouest Gaborone au Botswana à Pretoria, pour se prolonger vers l'est de Pretoria à Maputo au Mozambique via Nelspruit. La section entre Pretoria et Middelburg est une route à quatre bandes, les autres sections étant à deux bandes larges.
Elle permet l'accès au Parc national Kruger.
La section occidentale a depuis peu été qualifié en Platinum Highway. 
La N4 croise notamment la N1 à Pretoria, la N12 à Witbank, et la N11 à Middelburg.